# Mycetophila pseudoclavigera
Mycetophila pseudoclavigera är en tvåvingeart som beskrevs av Duret 1985. Mycetophila pseudoclavigera ingår i släktet Mycetophila och familjen svampmyggor. Inga underarter finns listade i Catalogue of Life.